# Biologie!
Biologie! ist ein Spielfilm der DEFA von Jörg Foth aus dem Jahr 1990 nach dem Roman „Wasseramsel“ von Wolf Spillner aus dem Jahr 1984.

## Handlung
Kurz vor dem Ende der DDR lernen sich in einer Kleinstadt zwei Jugendliche kennen. Ulla ist die Tochter einer Angestellten aus dem Rat der Stadt und Winfrieds Vater ist der Generaldirektor eines großen Betriebes. Treffpunkt für die beiden ist ein Bach in einem unberührten Naturgebiet. Hier entdeckt Ulla eines Tages, dass auf einer einsamen Waldlichtung ein Wochenendhaus aufgestellt wird. Zusätzlich wird in der Nähe der Bach angestaut, um dort eine Forellenzucht einzurichten. Beides erregt Ulla, die durch ihren Lehrer, Herrn Hansen, sehr für den Umweltschutz sensibilisiert wird und sie beginnt, sich durch kleinere Aktionen dagegen aufzulehnen. Während eines Grillfestes auf dem Waldgrundstück muss sie erkennen, dass die Bauherren des Wochenendhauses Winfrieds Eltern sind.
Ulla hofft aber, in Winfried, mit dem sie am Bach eine erste gemeinsame Nacht verbringt, einen Verbündeten zu haben und will auf der nächsten Bezirks-Messe der Meister von Morgen eine Ausstellung für den Naturschutz gestalten. Dieses Vorhaben findet aber bei den staatlichen Stellen keine Gegenliebe, da die Bauarbeiten im Wald nur auf Grund der Beziehungen des Generaldirektors genehmigt wurden. Sogar Ullas Mutter ist nun gegen sie, denn plötzlich sollte der Familie eine Neubauwohnung zugewiesen werden. Doch Ulla, die das als Bestechung erkennt, lässt sich nicht beirren. Sie geht sogar so weit, sich von Winfried ein Foto fälschen zu lassen, um so vorzutäuschen, dass in dem betroffenen Gebiet eine Wasseramsel brütet.
Bei der Eröffnung der Ausstellung entfernt Winfried das Foto und erklärt allen Besuchern, dass es eine Fälschung ist. Ulla steht nun allein da, denn es traut sich keiner, gegen den einflussreichen Mann aufzutreten. Zur Strafe wird die bereits erteilte Zulassung zur Erweiterten Oberschule wieder zurückgenommen. Selbst ihre Mutter und ihr Stiefvater wenden sich von Ulla ab. Doch bei ihren Klassenkameraden hat sie Verständnis geweckt und gemeinsam treten sie jetzt für die Erhaltung der Natur ein. Sie bilden eine Sperrkette vor dem Naturschutzgebiet, um Baufahrzeuge zu stoppen.

## Produktion und Veröffentlichung
Das Szenarium stammt von Wolfgang Müller sowie Gabriele Kotte und für die Dramaturgie war Erika Richter verantwortlich.
Biologie! wurde vom DEFA-Studio für Spielfilme (Künstlerische Arbeitsgruppe „Babelsberg“) unter dem Arbeitstitel „Die Wasseramsel“ auf ORWO-Color von August bis November 1989 gedreht und hatte am 20. September 1990 im Kammerkino Schwerin Premiere. Bereits am 28. Mai 1990 gab es eine Voraufführung auf dem 6. Nationalen Spielfilmfestival der DDR im Berliner Kino International. Die Fernseherstausstrahlung fand am 3. Oktober 1991 im ZDF statt.
Der Titel „Langeweile“ von der Gruppe Pankow wurde von Mitgliedern der Berliner Band The Inchtabokatables gespielt, die sich für den Film The Breads nannten.
2020 erschien der Film in der Reihe DEFA-Wendejugend zusammen mit Abschiedsdisco von Rolf Losansky bei Absolut Medien auf DVD.

## Kritik
Das Lexikon des internationalen Films schrieb: „Eine zwischen satirischer Überspitzung und unfreiwilliger Überzeichnung schwankende Beschreibung des maroden gesellschaftlichen Systems der DDR, die auf plakative Weise den Themenkatalog von Umweltschutz, sozialer Ungerechtigkeit, Opportunismus und Duckmäusertum abhandelt.“